# Hokianga

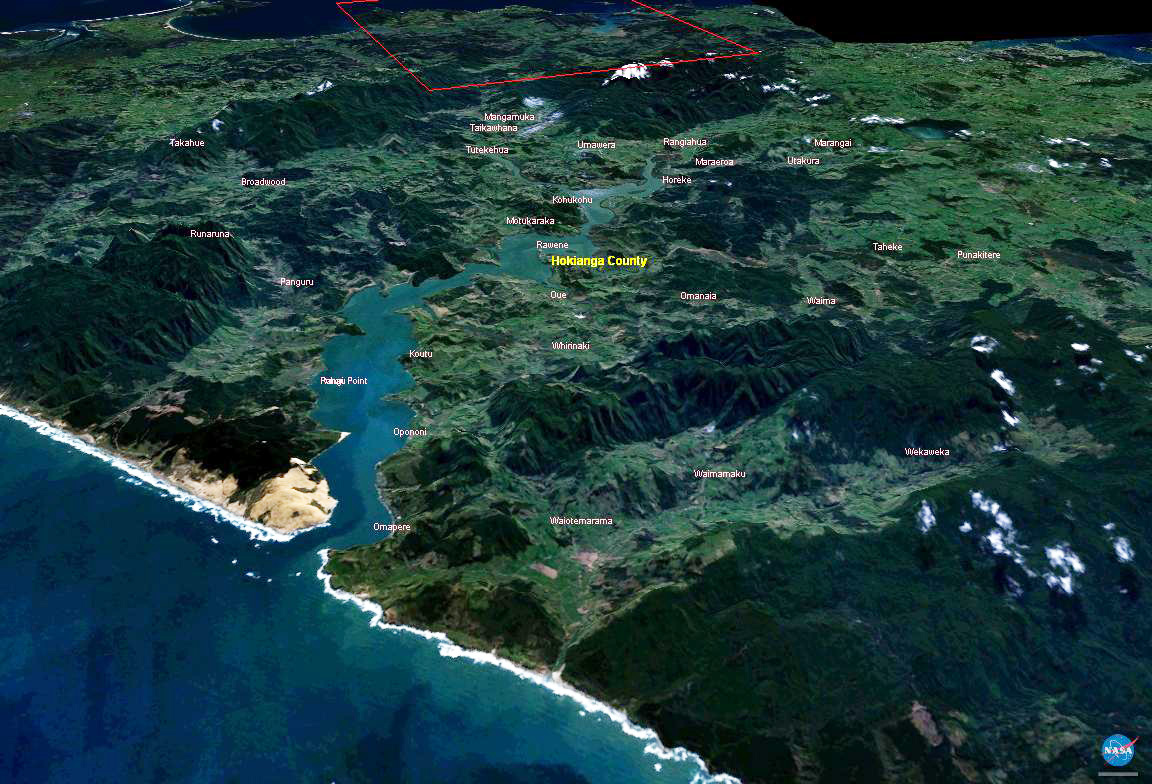
Imagen del Hokianga generada por el programa World Wind de la NASA

El Hokianga es una zona que rodea el puerto de Hokianga, también conocido como río Hokianga, un largo valle hundido en forma de estuario en la costa oeste del norte de la Isla Norte de Nueva Zelanda.
El nombre original, aún utilizado por los maoríes locales, es Te Kohanga o Te Tai Tokerau ("el nido del pueblo del norte") o Te Puna o Te Ao Marama ("el manantial de la luz de la luna"). El nombre completo del puerto es Te Hokianga-nui-a-Kupe, "el lugar del gran regreso de Kupe". 

## Geografía
Hokianga se encuentra en el distrito de Far North, que pertenece a la región de Northland. Se encuentra a 120 kilómetros al noroeste de Whangarei y a 40 kilómetros al oeste de Kaikohe por carretera. El estuario se extiende hacia el interior durante 30 kilómetros desde el mar de Tasmania. Es navegable para pequeñas embarcaciones en gran parte de su longitud, aunque hay una barra en la desembocadura. En su parte superior, los estrechos de Rangiora separan las desembocaduras de los ríos Waihou y Mangamuka de las partes bajas del puerto.
Hace 12.000 años, el Hokianga era un valle fluvial flanqueado por escarpadas colinas cubiertas de arbustos. Al retroceder la última era glacial, la espectacular subida del nivel del mar inundó lentamente el valle convirtiéndolo en un puerto de agua salada con abundantes fondeaderos de aguas profundas. Este fue el puerto del que partió el explorador Kupe, y en 1822 albergó a los primeros empresarios madereros europeos. Las ballenas francas australes posiblemente frecuentaron la bahía históricamente, antes de la importante disminución de la especie causada por la caza comercial e ilegal. Hoy en día, las ballenas grandes rara vez se ven en la bahía, aunque el puerto es una zona bien considerada para observar delfines y orcas más pequeños.
Numerosas islas pequeñas salpican el Hokianga, en particular la isla Ruapapaka, la isla Motukaraka y la isla To Motu, esta última el emplazamiento de un antiguo pā.

## Brazos y ensenadas
Como el Hokianga es un valle ahogado, es la desembocadura de numerosos "afluentes", muchos de los cuales conservan el nombre de río aunque en realidad son bahías o ensenadas. En el sentido de las agujas del reloj desde la desembocadura del Hokianga, éstos incluyen
- Río Whakarapa
- Río Motuti
- Arroyo Whangapapatiki
- Río Tapuwae
- Río Mangamuka
- Río Orira
- Río Waihou
- Río Wairere
- Río Waima
- Río Omanaia
- Río Whirinaki

## Asentamientos
La zona que rodea el puerto está dividida en tres por el estuario. Al sur se encuentran los asentamientos de Waimamaku, Ōmāpere, Opononi, Pakanae, Koutu, Whirinaki, Rawene, Omanaia, Waima y Taheke; al norte están Broadwood, Pawarenga, Panguru, Mitimiti y Rangi Point; y en la parte superior del puerto, aguas arriba del estrecho, están Horeke, Kohukohu y Mangamuka.

## Historia

### Época precolonial
Según la tradición de Te Tai Tokerau, Kupe, el legendario navegante y explorador polinesio, se instaló en Hokianga aproximadamente en el año 925 d. C., tras su viaje de descubrimiento desde Hawaiki a bordo de la waka (canoa) llamada Matahorua. Cuando Kupe abandonó la zona, declaró que éste sería el lugar de su regreso, dejando varias cosas atrás, incluido el achicador de su canoa. Más tarde, el nieto de Kupe, Nukutawhiti, regresó de Hawaiki para instalarse en Hokianga. 
En el siglo XIV, el gran jefe Puhi desembarcó justo al sur de la bahía de las Islas. La tribu de Puhi, Ngāpuhi, se extendió poco a poco hacia el oeste hasta alcanzar la costa occidental y colonizar ambos lados de Hokianga. Los maoríes consideran Hokianga como uno de los asentamientos más antiguos de Aotearoa, y sigue siendo el corazón del pueblo. Rahiri, el fundador del siglo XVII de la iwi Ngāpuhi, nació en Whiria pā, al sur del puerto, donde hay un monumento en su memoria.

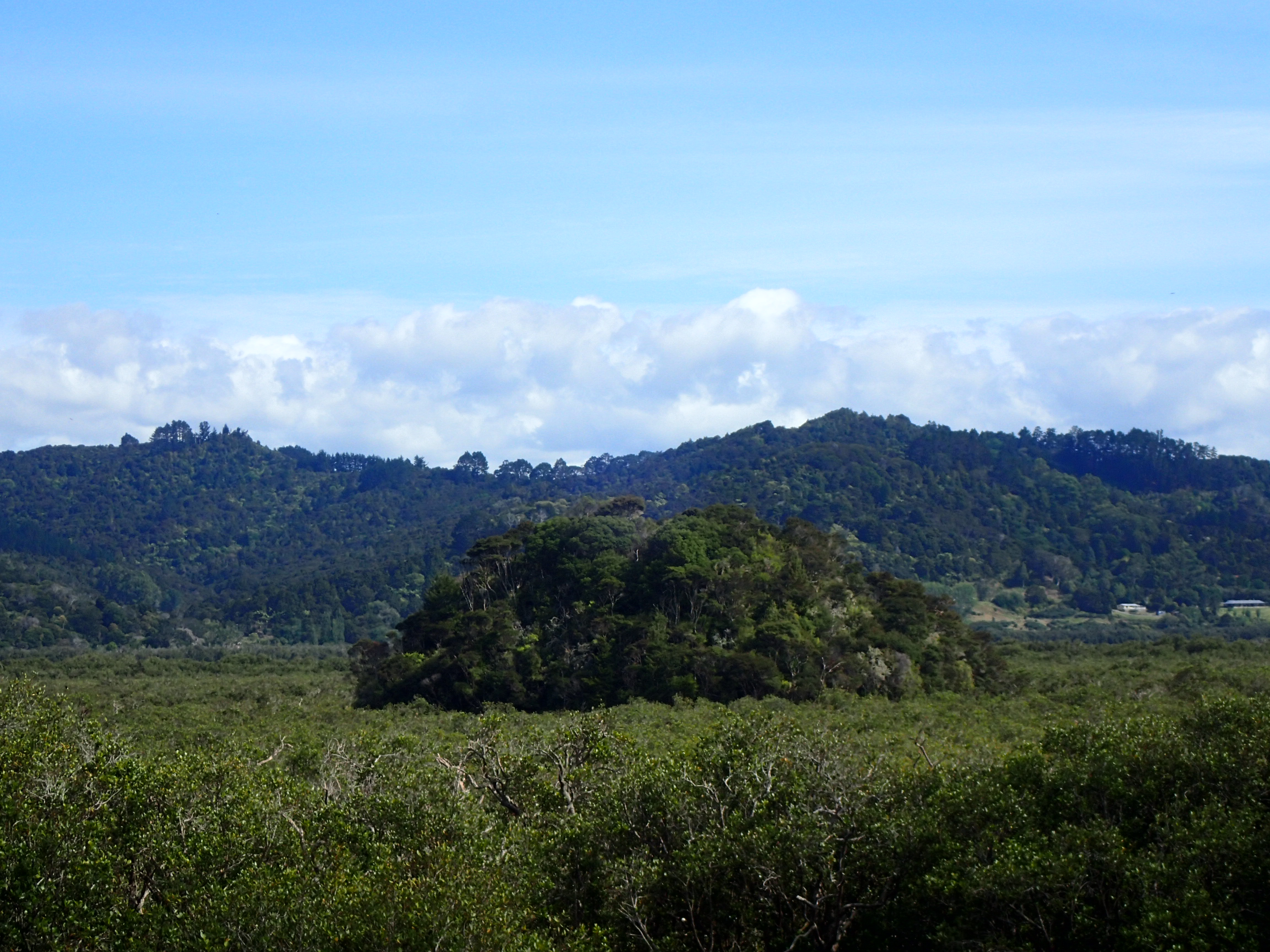
Isla Motukiore - donde Kupe colocó el Kiore a su llegada

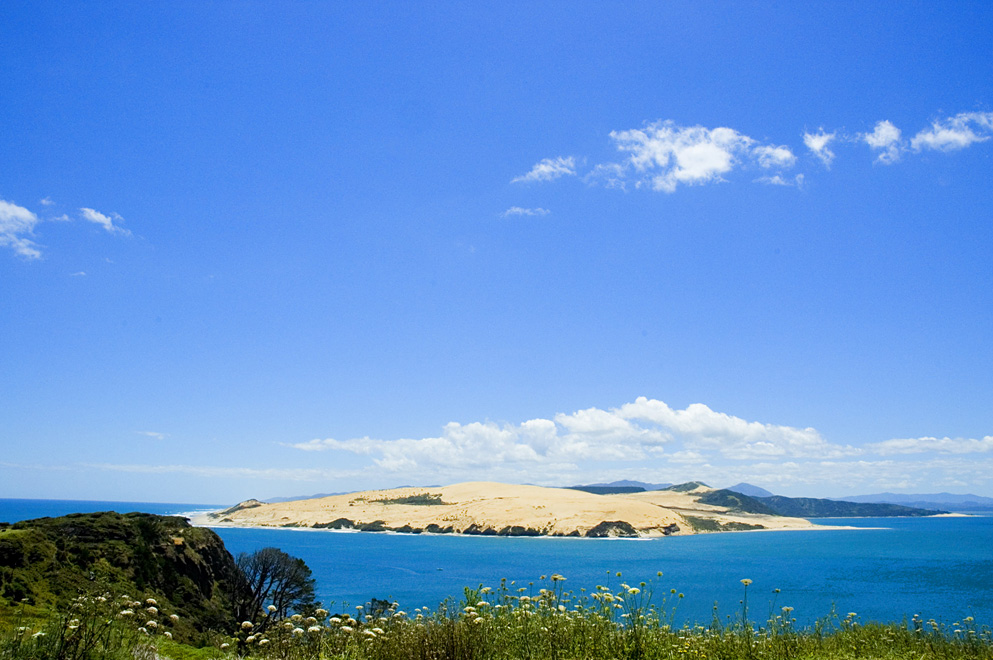
Boca del puerto de Hokianga, con el mar de Tasmania a la izquierda y el puerto de Hokianga a la derecha

En el curso de la expansión, Ngāpuhi creó y mantuvo durante siglos una compleja red de senderos, muchos de los cuales evolucionaron hasta convertirse en las carreteras actuales.

### Sitios Pā
Más de una docena de yacimientos pā se encuentran cerca del Hokianga, entre los que destaca Motukauri Pã, situado en un promontorio al final de un tómbolo entre la desembocadura del río Motuti y el arroyo Whangapapatiki.

### La llegada de los europeos
Los misioneros wesleyanos (y, más tarde, anglicanos) se guiaron por los senderos de Ngāpuhi para hacer su propio descubrimiento de Hokianga y sus accesibles recursos madereros. Sus informes no tardaron en llegar a los capitanes mercantes de la bahía de las Islas.
El capitán James Herd, del Providence, fue el primero en responder y, con el misionero Thomas Kendall como guía y traductor, cruzó la barra y entró en el puerto en 1822. El suyo fue el primer barco europeo en hacerlo, y zarpó con el primer cargamento de madera del Hokianga. Su éxito inspiró un gran número de seguidores: la deforestación del Hokianga había comenzado y se completaría a finales de siglo.
El único desincentivo para la explotación de Hokianga era la barra del puerto. De los cientos de barcos que la sortearon con éxito, los registros indican que 16 se perdieron. La mayoría de ellos se perdieron al salir cargados, al quedar atrapados en la sombra del viento proyectada por el South Head, donde había aguas profundas. Una tregua temporal o un cambio en la dirección del viento podía hacer que un velero perdiera el rumbo y fuera arrastrado a la costa rocosa. En 1828, la goleta misionera Herald, construida por Henry Williams y navegada por Gilbert Mair, naufragó cuando intentaba entrar en el puerto de Hokianga. El último naufragio del que se tiene constancia fue el de la goleta Isabella de Fraine, que se perdió con sus ocho tripulantes en julio de 1928 tras volcar en la barra de la entrada del puerto.
En 1837, un plebeyo francés con delirios de aristócrata, el autodenominado "barón" Charles de Thierry, navegó con 60 colonos hasta este hervidero de actividad exportadora para reclamar una inmensa extensión de tierra que creía haber comprado 15 años antes a cambio de 36 hachas. Finalmente se le concedieron unos 4 km2 en Rangiahua, donde estableció su colonia, declarándose "Jefe Soberano de Nueva Zelanda", un título que no le hizo gracia a los Ngāpuhi. Su proyecto fracasó, pero puso de manifiesto ante el Servicio Colonial la necesidad de protegerse de las potencias europeas rivales.
Al año siguiente de la llegada de Thierry, llegó otro francés, el obispo Jean Baptiste Pompallier, con el objetivo de establecer una misión católica. Encontró las costas del sur firmemente en manos de misioneros metodistas y anglicanos, pero la parte norte estaba lista para la conversión. Sus restos, reclamados recientemente por los ngāpuhi, yacen enterrados en el lugar donde comenzó la misión. Hoy en día, el puerto, como la propia Reforma, se encuentra entre los protestantes y los católicos.
El abogado y naturalista Sir Walter Lawry Buller nació en Hokianga en 1838.
Seis días después de la firma de Waitangi, el gobernador Hobson, deseoso de asegurarse el pleno apoyo de los ngāpuhi, se dirigió a la misión de Māngungu, cerca de Horeke, donde le esperaban 3.000 personas. La segunda firma del Tratado de Waitangi tuvo lugar el 12 de febrero de 1840. Con las firmas apropiadas (y algunas anotaciones inapropiadas) Hobson pudo reclamar inmediatamente el apoyo de la mayor tribu del país. 

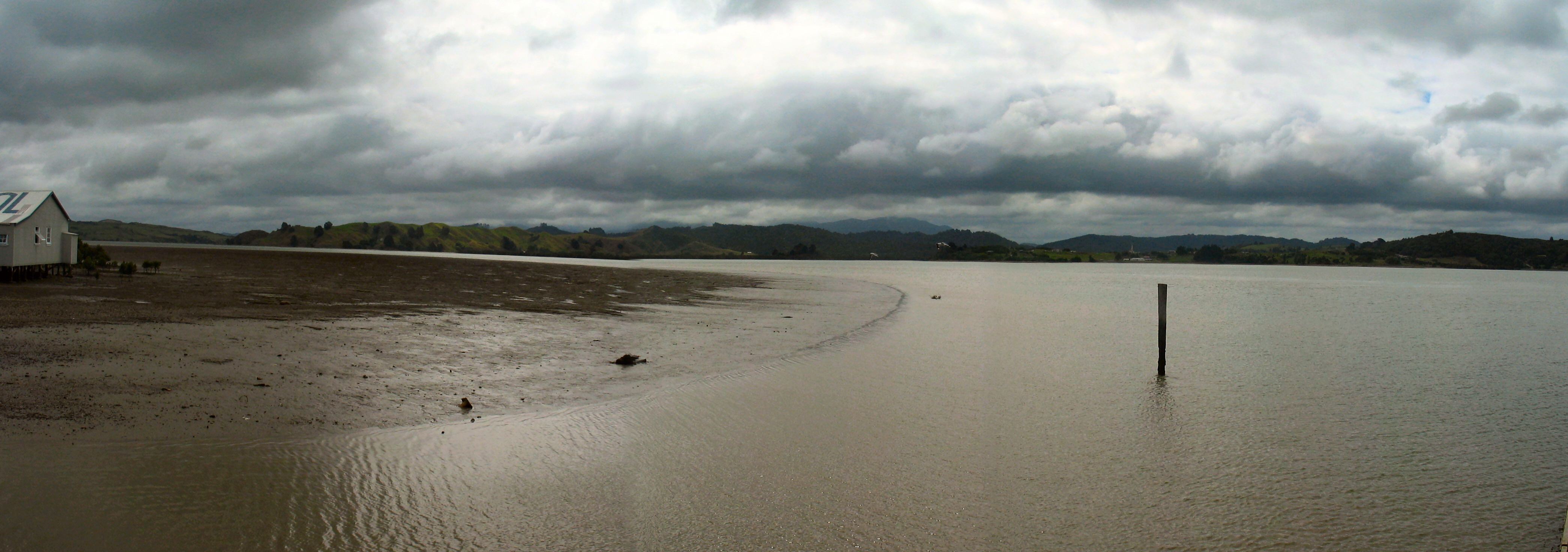
Puerto de Hokianga desde Rawene

Mientras el destino del país pasaba a la historia, los hacheros de Hokianga apenas perdían el tiempo. En un momento dado, hasta 20 barcos podían estar cargando madera de Hokianga. Laderas enteras, repentinamente desprovistas de vegetación, comenzaron a deslizarse hacia el puerto, ahogando sus afluentes con barro.
La relación entre los colonos maoríes y los pākehā (europeos) era a menudo tensa, y nunca lo fue más que durante la Guerra de los Impuestos a los Perros de la década de 1890, que se centró en gran medida en Hokianga. 
Hacia 1900, la mayor parte del bosque había pasado por encima de la barra y la poca superficie que quedaba se dedicó a la producción de leche para la elaboración de mantequilla. La mayor parte de la nata que se entregaba a la fábrica de productos lácteos de Motukaraka era transportada por una flota de unas cincuenta lanchas construidas en la zona que recorrían el puerto a diario, creando así un servicio tanto de pasajeros como de mercancías. Durante medio siglo, las comunidades de ambos lados del puerto estuvieron unidas internamente por el transporte marítimo, antes de que la mejora de las carreteras en la década de 1950 desplazara finalmente esta enérgica flotilla y el puerto volviera a dividir a la comunidad.

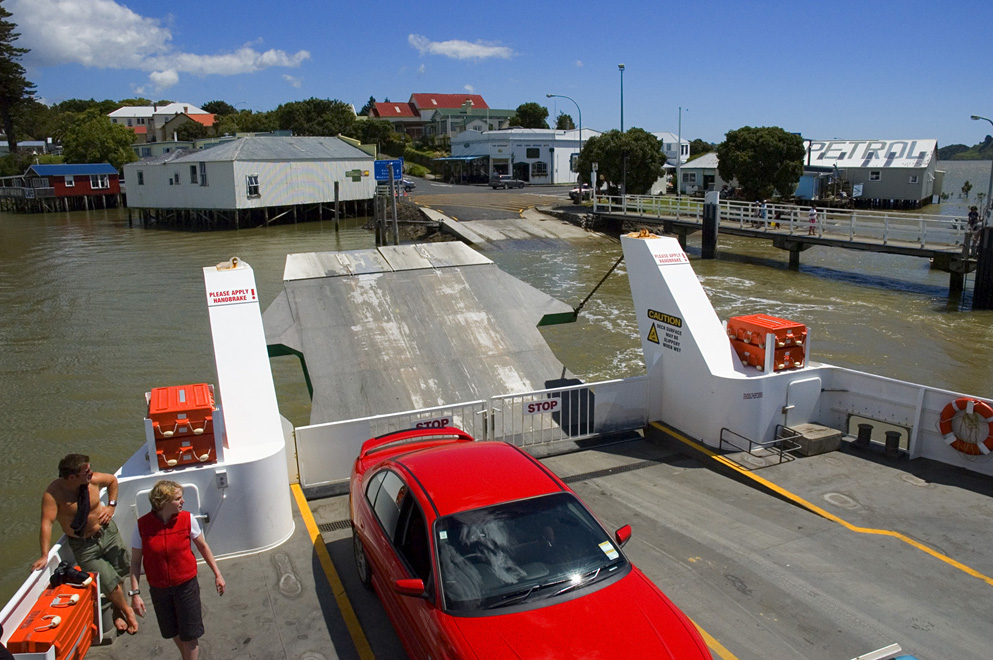
El transbordador en Rawene

En 1914, un rústico sistema telefónico unía a algunas de las comunidades de Hokianga entre sí y con el mundo exterior. Entre Onehunga y Hokianga circulaba un servicio semanal de navegación costera subvencionado por el gobierno, que traía carga y se llevaba mantequilla.
Las comunidades de Horeke y Rawene son el segundo y tercer asentamiento europeo más antiguo de Nueva Zelanda. Rawene sigue siendo el más importante de los asentamientos costeros de Hokianga y es donde se encuentra la base de los servicios sanitarios de propiedad comunitaria de Hokianga (Hauora Hokianga), en lo alto de la colina del Hospital de Hokianga.

### Pandemia de gripe de 1918
La pandemia de gripe llegó a Hokianga en septiembre de 1918, y el remoto Waiotemarama fue uno de los primeros asentamientos en sucumbir. Se organizó un comedor social en cada comunidad. Siguiendo las instrucciones del Dr. George McCall Smith, cirujano superintendente del hospital de Rawene, se colocaron guardias montados y armados en todos los cruces para rechazar a los posibles visitantes y restringir así la propagación de la enfermedad entre los asentamientos. Los viajeros que deseaban entrar en Hokianga eran simplemente detenidos en la frontera. La regla era simple: cualquiera podía salir, pero nadie podía entrar.
La epidemia local duró seis semanas y un número importante de personas murieron. Cada comunidad atendía a los suyos y los entierros masivos eran habituales. Se registraron pocas muertes de maoríes; se desconoce el verdadero impacto de la epidemia en los maoríes.

## Industria
La primera industria importante de la región se basaba en los árboles kauri, tanto en la tala como en la goma, la fuerte y espesa resina que se extrae de los árboles. Cuando los bosques empezaron a escasear, la lechería y la producción de queso se convirtieron en el pilar de la economía, pero también desaparecieron tras el cierre de la Cooperativa Lechera de Motukaraka en 1953. Durante un tiempo, en las décadas de 1970 y 1980, la zona tuvo poca base económica y se convirtió en un refugio para los amantes de la vida alternativa.
En los últimos años, sin embargo, el turismo ha cobrado importancia en la región. Atracciones como los grandes árboles kauri del bosque de Waipoua (incluido el árbol más grande del país, Tane Mahuta), los históricos pueblos ribereños de Kohukohu y Rawene, los cafés, los basaltos de Horeke, las playas, los edificios históricos, los paseos por la naturaleza, las excursiones a caballo, los viajes en barco y la pesca atraen cada año a más visitantes. En 2002 se abrieron los primeros senderos en los peñascos de Wairere, que permiten ver de cerca las rocas basálticas del valle de Wairere. 

## Personas destacadas
Tres personajes emblemáticos y muy diferentes de la historia de Nueva Zelanda han estado estrechamente relacionados con el Hokianga.

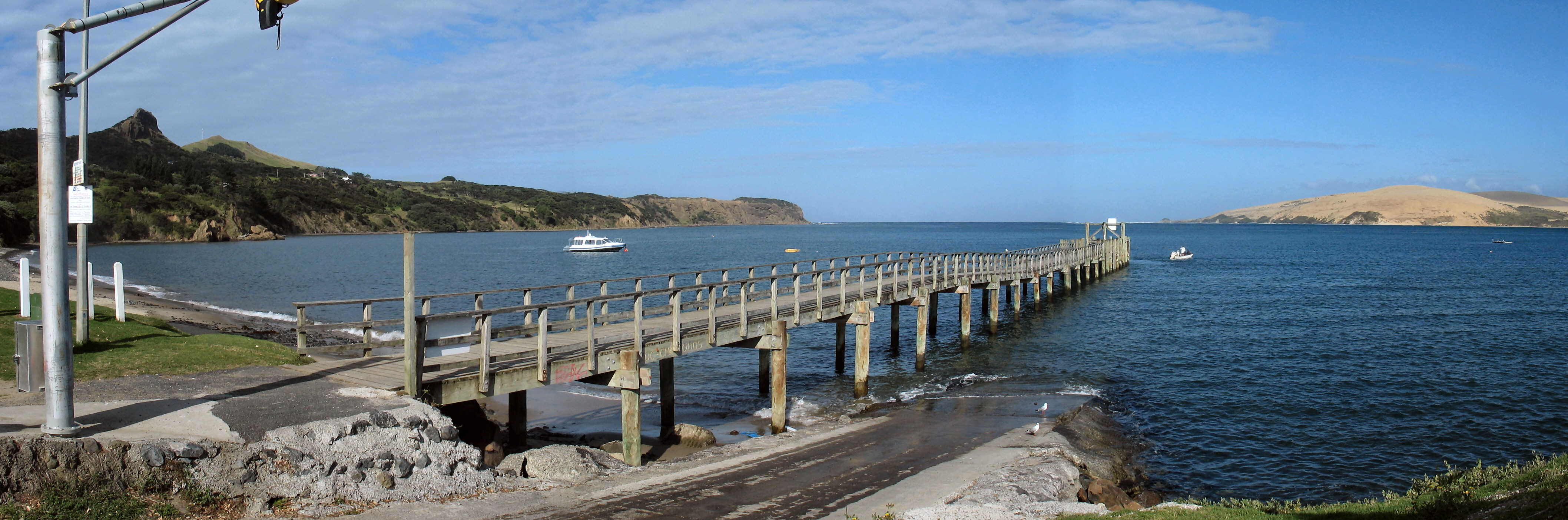
Muelle de Omapere

### Dame Whina Cooper
Dame Whina Cooper nació en Te Karaka, Hokianga, el 9 de diciembre de 1895, hija de un líder de la iwi Te Rarawa.
Desde muy joven se interesó por los asuntos de la comunidad local y la política, y sus dotes y habilidades la llevaron a convertirse en la líder maorí indiscutible del norte de Hokianga a mediados de los 30 años.
En 1949 se trasladó a Auckland, y en 1951 fue elegida primera presidenta de la nueva Liga de Bienestar de las Mujeres Maoríes. El éxito de la liga se debió en gran medida a los esfuerzos de Whina, que se hizo muy conocida en todo el país. En 1957 dejó la presidencia y la conferencia anual la premió con el título de Te Whaea o te Motu ("Madre de la Nación"). 
Whina Cooper siguió trabajando para la comunidad a lo largo de la década de 1960, pero fue su liderazgo en 1975 de un hikoi -una marcha simbólica- para protestar contra la pérdida de tierras maoríes por lo que es más recordada. La marcha, desde el extremo norte de la Isla del Norte hasta el Parlamento de Wellington, en el otro extremo de la isla, le valió el reconocimiento nacional, con su decidida figura, ya no fuerte de cuerpo pero sí de mana y voluntad, caminando a la cabeza de la marcha desde Te Hapua hasta Wellington.
Fue nombrada DBE en 1981 y miembro de la Orden de Nueva Zelanda en 1991. Regresó a Panguru, en el Hokianga, en 1983. Murió allí el 26 de marzo de 1994 a la edad de 98 años.

### Jean Baptiste Pompallier
El obispo Jean Baptiste Pompallier (1802-1871) fue el primer obispo católico de Nueva Zelanda. Su primera estación misionera estuvo situada en Pūrākau, en el Hokianga, desde 1839 hasta 1915. Celebró la primera misa en tierra firme de Nueva Zelanda en Tōtara Point, Hokianga, en 1838. Sus restos fueron reenterrados en Motuti, Hokianga, en 2002 tras un hīkoi a nivel nacional.

### El delfín Opo
Opononi se hizo famosa en toda Nueva Zelanda durante 1955 y 1956 debido a las hazañas de un delfín mular (apodado "Opo"). Opo era un delfín salvaje que empezó a seguir a los barcos de pesca alrededor de Opononi a principios de 1955, después de que su madre muriera, y nadaba a diario en la bahía cercana al pueblo. Al principio se le llamó "Opononi Jack", basándose en Pelorus Jack, ya que se suponía que era macho. A diferencia de la mayoría de los delfines, no tenía reparos en la compañía humana, y hacía acrobacias para los lugareños, jugaba con objetos como pelotas de playa y botellas de cerveza, y permitía que los niños nadaran a su lado y establecieran contacto. 
El delfín se convirtió en una celebridad local, pero pronto se difundieron noticias sobre ella, y visitantes de todo el país acudían a observarla. El 8 de marzo de 1956 se promulgó una ley de protección oficial para Opo, solicitada por los lugareños, pero el 9 de marzo fue encontrada muerta en una grieta de la roca en la punta de Koutu. Se sospecha que fue asesinada accidentalmente por pescadores que pescaban con gelignita. Su muerte se comunicó a todo el país, y fue enterrada con todos los honores maoríes en una parcela especial junto al ayuntamiento.

## Educación
Hay escuelas mixtas (de 1 a 15 años) en Opononi, Panguru y Broadwood.
También hay escuelas primarias en Mangamuka, Horeke, Kohukohu, Matihetihe, Omanaia, Pawarenga, Rawene, Waima, Whirinaki y Umawera. 